# 멀티플레이어 (음악)

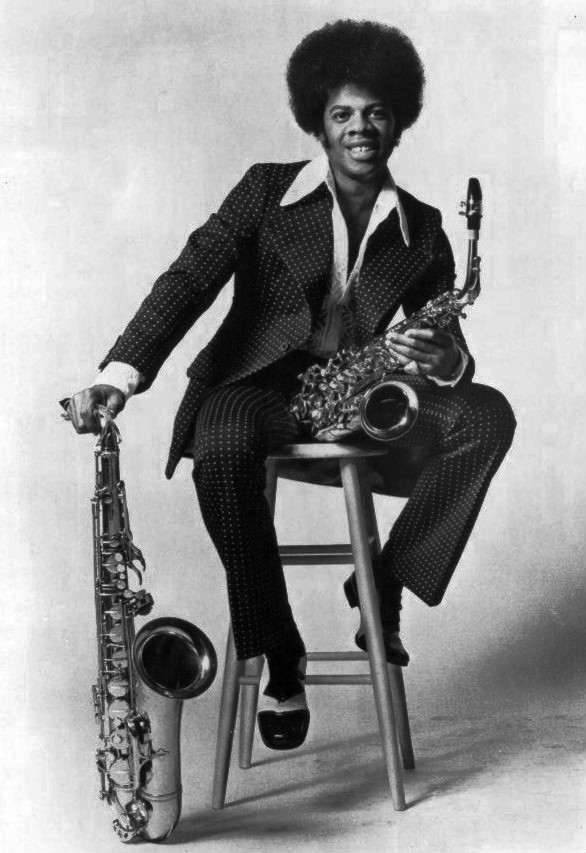
지미 캐스터

멀티 인스트루멘탈리스트(영어: multi instrumentalist)는 음악 분야에서 여러 악기를 연주할 수 있는 음악가의 호칭으로, 대한민국이나 일본에서는 주로 멀티플레이어(영어: multi player)라고 불린다.
멀티플레이어는 전문적인 수준의 숙련도로 두 개 이상의 악기를 연주하는 음악가이다.
더블링이라고도 하는 이 연습을 통해 앙상블의 유연성을 높이고 음악가를 보다 효율적으로 고용할 수 있다. 여기서 특정 악기는 공연 중에 잠시 또는 간헐적으로만 사용할 수 있다. 더블링은 오케스트라(예: 피콜로를 더블로 연주하는 플루트 연주자)와 재즈(색소폰/플루트 연주자)에서 드문 일이 아니다. 더블 베이스 연주자는 일렉트릭 베이스에서도 연주할 수 있다. 음악 극장에서 피트 오케스트라의 리드 연주자는 여러 악기로 연주해야 할 수도 있다. 교회 피아노 연주자는 종종 교회의 파이프 오르간이나 해먼드 오르간도 연주해야 한다.
예를 들어 기타와 키보드를 모두 연주하는 것과 같이 대중 음악에서는 연주자가 같은 가족이 아닌 악기에 능숙한 것이 클래식이나 재즈보다 더 일반적이다. 많은 블루그래스 음악가는 여러 악기 연주자이다. 일부 음악가 조합 또는 협회는 공연이나 녹음을 위해 두 개 이상의 악기를 두 배로 사용하는 음악가에게 더 높은 급여를 지정한다.

## 같이 보기
- 원맨 밴드